# Mahamadou Doumbia
Mahamadou Doumbia (Mali, 15 de mayo de 2004) es un futbolista maliense que juega como centrocampista en el Royal Antwerp F. C. de la Primera División de Bélgica.

## Trayectoria
En septiembre de 2023 pasó de la JMG Academy Bamako, que lo había cedido al F. C. Nordsjælland en la temporada 2022-23, al Royal Antwerp F. C., campeón nacional belga. Al principio, se le vio principalmente en acción con los Young Reds, el equipo reserva del club. El 28 de enero de 2024 hizo su debut oficial en el primer equipo del club en el partido de liga contra el K. A. S. Eupen (derrota por 1-0), el entrenador Mark van Bommel lo hizo sustituir en el descanso. Tres días después, contra el Standard de Lieja, fue titular por primera vez, lo que agradeció marcando el único gol del partido.

## Estadísticas

### Clubes
Actualizado al último partido disputado el 20 de octubre de 2024.
| Club                             | Div.          | Temporada     | Liga  | Liga  | Liga   | Copas nacionales | Copas nacionales | Copas nacionales | Copas internacionales | Copas internacionales | Copas internacionales | Total | Total | Total  |
| Club                             | Div.          | Temporada     | Part. | Goles | Asist. | Part.            | Goles            | Asist.           | Part.                 | Goles                 | Asist.                | Part. | Goles | Asist. |
| -------------------------------- | ------------- | ------------- | ----- | ----- | ------ | ---------------- | ---------------- | ---------------- | --------------------- | --------------------- | --------------------- | ----- | ----- | ------ |
| Royal Antwerp F. C. II · Bélgica | 3.ª           | 2023-24       | 13    | 2     | 0      | ―                | ―                | ―                | ―                     | ―                     | ―                     | 13    | 2     | 0      |
| Royal Antwerp F. C. II · Bélgica | Total club    | Total club    | 13    | 2     | 0      | 0                | 0                | 0                | 0                     | 0                     | 0                     | 13    | 2     | 0      |
| Royal Antwerp F. C. · Bélgica    | 1.ª           | 2023-24       | 13    | 2     | 0      | 1                | 1                | 0                | 0                     | 0                     | 0                     | 14    | 3     | 0      |
| Royal Antwerp F. C. · Bélgica    | 1.ª           | 2024-25       | 11    | 1     | 0      | 0                | 0                | 0                | —                     | —                     | —                     | 11    | 1     | 0      |
| Royal Antwerp F. C. · Bélgica    | Total club    | Total club    | 24    | 3     | 0      | 1                | 1                | 0                | 0                     | 0                     | 0                     | 25    | 4     | 0      |
| Total carrera                    | Total carrera | Total carrera | 37    | 5     | 0      | 1                | 1                | 0                | 0                     | 0                     | 0                     | 38    | 6     | 0      |